# Cystogloea oelandica
Cystogloea oelandica är en svampart som beskrevs av P. Roberts 2006. Cystogloea oelandica ingår i släktet Cystogloea, divisionen basidiesvampar och riket svampar.   Inga underarter finns listade i Catalogue of Life.